# Saprosites verecundus
Saprosites verecundus är en skalbaggsart som beskrevs av Schmidt 1909. Saprosites verecundus ingår i släktet Saprosites och familjen Aphodiidae. Inga underarter finns listade i Catalogue of Life.